# Carmelo Scardino
Carmelo Scardino (Barcellona Pozzo di Gotto, 9 febbraio 1864 – Cosenza, ottobre 1918) è stato un generale italiano.

## Biografia
Di famiglia nobile da parte di madre, Marchesa di Sollazzo, entrò nel 1878 prima nella scuola militare della  “Nunziatella” di Napoli, poi nel 1880 entra nella scuola militare di fanteria e cavalleria di Modena. 
Diventato capitano del 49º reggimento di fanteria "Parma", riceve una medaglia di bronzo in seguito ai moti del 1898.
Il 19 luglio del 1900 parte volontario dal porto di Napoli alla volta della Cina per la Ribellione dei Boxer. 
Rimpatriato l'anno successivo, si arruola due anni dopo nella Force Publique del Congo, in qualità di comandante presso due campi d’addestramento, ove rimane per cinque anni.
Il 28 dicembre 1908, a causa del Terremoto di Messina perde la moglie sotto le macerie. 
Pur con la morte nel cuore partecipa alle operazioni di soccorso ai superstiti e viene decorato della croce di cavaliere dell’ordine dei santi Maurizio e Lazzaro. 
Nel 1914 parte per la Libia, ma rientra dopo pochissimi mesi per aver contratto una malattia e messo a riposo nella riserva.
Dopo lo scoppio della grande guerra è richiamato al comando del 38ª brigata Ravenna. Nel novembre 1916 è ferito dallo scoppio di una bomba a mano presso Vertoiba, motivo per il quale è sollevato dal comando della brigata e sostituito dal generale Giuseppe Pistoni, che parteciperà tre mesi dopo dalla decimazione della brigata.
Nel luglio del 1918 nominato generale di brigata fu destinato al comando del 45º gruppo di mobilitazione e presidio di Cosenza. Fu insignito, nel settembre dello stesso anno, della croce di ufficiale dell’ordine della corona d’Italia. Muore a Cosenza a seguito di complicazioni da Influenza spagnola.